# بولاژ
بولاژ (انگلیسی: Bulazh) یک شهرک در شهرستان استرلیباشفسکی استان باشقیرستان کشور روسیه است.